# Milburga
Milburga – imię żeńskie pochodzenia germańskiego, złożone z elementów milde - "łagodna, delikatna" i burg - "forteca, twierdza". Patronką tego imienia jest  św. Milburga z Wenlock, siostra  św. Mildredy z Thanet, królewna i ksieni.
Milburga imieniny obchodzi 23 lutego.